# Wikłacze
Wikłacze (Ploceinae) – podrodzina ptaków z rodziny wikłaczowatych (Ploceidae).

## Zasięg występowania
Podrodzina obejmuje gatunki występujące w Afryce i Azji.

## Systematyka
Do podrodziny należą następujące rodzaje:
- Ploceus Cuvier, 1816
- Quelea Reichenbach, 1850
- Pachyphantes Shelley, 1896 – jedynym przedstawicielem jest Pachyphantes superciliosus (Shelley, 1873) – wikłacz grubodzioby
- Foudia Reichenbach, 1850
- Euplectes Swainson, 1830
- Nelicurvius Bonaparte, 1850
- Malimbus Vieillot, 1805